# Mike Brodie
Mike Brodie, anche conosciuto come "Polaroid Kid" o "Polaroid Kidd" (1985), è un fotografo statunitense.
Dal 2004 al 2008, Brodie ha viaggiato attraverso gli Stati Uniti, fotografando le persone che incontrava, in gran parte train-hoppers, vagabondi e squatter.

## Biografia e opere
Michael Christopher Brodie è nato il 5 aprile 1985 a Mesa, in Arizona, figlio di Frankie e Gary Brodie. Sua madre ha lavorato per la maggior parte della sua vita come domestica e badante, sebbene attualmente sia cassiera da Walgreens, mentre suo padre sta scontando la sua terza pena detentiva presso la prigione di stato di Florence, in Arizona. Nel 2000, la famiglia Brodie si trasferì a Pensacola, in Florida, dove Brodie incontrò la sua prima ragazza, che lo introdusse alla scena musicale punk rock e allo stile di vita punk.
Nel 2003, mentre lavava i piatti in casa propria, Brodie ha visto una giovane coppia rannicchiata insieme su un vagone merci di passaggio: incuriosito da questo, Brodie (che allora aveva 18 anni) ha lasciato casa e ha viaggiato attraverso gli Stati Uniti, facendo freighthopping dal 2004 al 2008. Ha fotografato le sue esperienze, comprese le persone che ha incontrato, in gran parte train-hoppers, vagabondi e squatter. Inizialmente ha utilizzato una Polaroid SX-70 regalatagli da un amico. Quando Polaroid ha smesso di produrre la  SX-70, intorno al 2005/2006, è passato a una Nikon F3 e a una pellicola da 35 mm.

Il suo primo viaggio attraverso il paese lo ha portato a Oakland, in California, dove ha incontrato Paul Schiek, fondatore di TBW Books. Schiek ha aiutato Brodie a produrre due opere di questo periodo: Tones of Dirt and Bone e A Period of Juvenile Prosperity, opere che sono state esposte in diverse gallerie e sono state poi pubblicate in due libri. Sebbene A Period of Juvenile Prosperity sia stato pubblicato ed esposto per primo, le immagini in Tones of Dirt and Bone sono state scattate in precedenza, quando Brodie usava la Polaroid, prima di passare al formato 35 mm di A Period of Juvenile Prosperity. 
«Il formato 35 mm mi ha permesso di scattare in modo più schietto e di catturare davvero momenti reali, non ritratti messi in scena».
Nel 2009, Brodie ha frequentato e si è diplomato al Nashville Auto-Diesel College, a Nashville, TN, con l'obiettivo di iniziare una carriera in quel campo.

Dopo l'uscita di A Period of Juvenile Prosperity nel 2013, Brodie ha annunciato che avrebbe smesso di fotografare. Nel 2015 lo ha confermato, in un'intervista alla rivista GUP: 
«Non fotografo, ho iniziato una nuova avventura. Ho iniziato a costruire la mia officina meccanica per ospitare la rigenerazione dei motori diesel». 
Dal 2017 Brodie lavora come meccanico diesel per la Union Pacific Railroad, così come sua moglie, che lavora come conducente di treni.

## Recezione della critica
A Period of Juvenile Prosperity è stato incluso nell'elenco dei migliori fotolibri del 2013 da diversi critici: dal critico Sean O'Hagan del The Guardian, dal critico Clinton Cargill sul New York Times, su Dazed, Mother Jones e American Photo magazine. Kenneth Baker, scrivendo sul San Francisco Chronicle, ha elencato la mostra A Period of Juvenile Prosperity alla Stephen Wirtz Gallery nella sua top ten per il 2013. Vince Aletti sulla rivista Artforum ha qualificato la mostra di Brodie a New York come la mostra dell'anno, e ha detto del lavoro di Brodie: 
«Anche se non sei incuriosito dalla coorte bohémien di Brodie - una banda di outsider con un senso perfetto dello stile post-punk - la dimensione intima e il colore caldo e leggermente sbiadito delle sue stampe sono seducenti. I suoi ritratti... hanno una tenera incisività che è rara a qualsiasi età.»
Martin Parr e Gerry Badger hanno qualificato la fotografie di A Period of Juvenile Prosperity "sfrontatamente romantiche e dai toni caldi".
Il fotografo Alec Soth, scrivendo sul The Telegraph, ha incluso A Period of Juvenile Prosperity nella sua classifica dei migliori libri fotografici del 2013:
«Volevo davvero che questo libro non mi piacesse, ma sono stato completamente conquistato dalle immagini, dal design e persino dal saggio di Brodie. "Non voglio essere famoso", scrive Brodie nel suo saggio, "ma spero che questo libro venga ricordato per sempre". Ho la sensazione che sarà ricordato per sempre.» 

Scrivendo nel suo blog, Soth ha anche detto 
«Tutto in questo libro è perfetto: le dimensioni, la stampa, la sequenza, l'immagine di copertina, il titolo e il saggio». 
Parr e Badger includono il libro nel terzo volume della loro storia del fotolibro, affermando che "ciò che rende eccellente questo libro è la qualità delle fotografie".
Brodie ha anche collaborato con Swoon, Chris Stain e Monica Canilao.

## Publications
- Tones of Dirt and Bone.
  - Subscription Series #1. Oakland, CA: TBW, 2006. Edition of 500 copies. Brodie, Paul Schiek, Ari Marcopolous and Jim Goldberg each had one book in a set of four.[15]
  - Santa Fe, NM: Twin Palms, 2015. ISBN 978-1936611102. Edition of 3000 copies.
- A Period of Juvenile Prosperity. Santa Fe, NM: Twin Palms, 2013. ISBN 978-1-936611-02-7.[16] Available in a first edition, a second edition of 3000 copies, and a third edition.
- Polaroid Kid. Stanley Barker, 2023. Boxed set of 50 reproduction Polaroids.[17]
- Failing. Twin Palms, 2024. ISBN 978-1-936611-23-2
- The Slack Trilogy. Lato Paper, 2025.[18]

## Mostre

### Mostre individuali
- 2006: Tones of Dirt and Bone, M+B Gallery, Los Angeles, CA[19]
- 2006: Paris International Photo Fair, Carrousel du Louvre, Paris[19][20]
- 2007: Homesteadaz, Get This! Gallery, Atlanta, GA[21]
- 2007: Ridin' Dirty Face, Needles and Pens, San Francisco, CA[22]
- 2007: Tones of Dirt and Bone, Bonni Benrubi Gallery, New York, NY[19]
- 2013: **A Period of Juvenile Prosperity. Yossi Milo Gallery, New York, NY[10]
- 2013: A Period of Juvenile Prosperity. M+B Gallery, Los Angeles, CA[10][23]
- 2013: Stephen Wirtz Gallery, San Francisco, CA[24]
- 2013: Get This! Gallery, Atlanta, GA[25]
- 2019: Public Land gallery, Sacramento, CA. New photographs.[26]

### Mostre collettive
- 2007: Galerie LJ, Paris, with Swoon and Chris Stain[27]
- 2007: Paper Boat Gallery, Milwaukee. Collaboration with Monica Canilao[senza fonte]